# Fondation Lionel-Groulx
 (juillet 2023).
Pour les articles homonymes, voir Lionel Groulx (homonymie).
La Fondation Lionel-Groulx est un organisme privé voué à la promotion de l'histoire du Québec, de la culture québécoise et de la langue française. Établie à Outremont (Montréal), au 261, avenue Bloomfield, dans l’ancienne résidence de l’historien et intellectuel nationaliste Lionel Groulx, elle occupe une place de premier plan parmi les organismes québécois voués à la diffusion, auprès d’un large public, du savoir historique au Québec.
Organisme créé à l'origine pour soutenir deux œuvres fondées par Groulx, la Fondation vivra elle-même dans une situation permanente de fragilité financière, qui la forcera, au cours des quelques décennies de son existence, à des réorientations majeures de sa mission et des moyens mis en œuvre pour l’accomplir.
À ne pas confondre avec la Fondation du Collège Lionel-Groulx, de Sainte-Thérèse (Québec), qui est parfois désignée sous l’appellation plus courte de «Fondation Lionel-Groulx».

## Histoire

### De 1956 à 1989

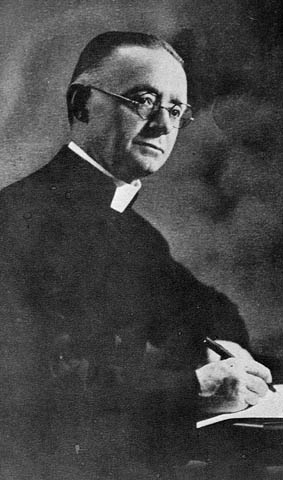

La Fondation Lionel-Groulx (FLG) voit le jour pour, à l'origine, soutenir financièrement l’Institut d'histoire de l'Amérique française (IHAF) et la Revue du même nom, à l'initiative d'un groupe d'amis de l'historien : Maxime Raymond, Joseph Blain, Jacques Genest et Charles-Auguste Raymond. L'organisme reçoit ses lettre patentes le 13 avril 1956,. Au cours des premières années de son existence, il se consacre essentiellement à des activités de levées de fonds,, visant les membres de l'élite économique et culturelle francophone qui partagent le souci de Groulx pour la connaissance et la diffusion de l'histoire de l'Amérique francophone. Prolongeant l'effort de Groulx lui-même, la Fondation cherche à acquérir de nouvelles ressources documentaires et archivistiques afin de les mettre à la disposition des chercheurs.
Jusqu’à sa mort, Groulx fut en proie au doute quant à l’avenir des institutions qu'il avait créées. Le trio institutionnel FLG-IHAF-RHAF sera au cœur des querelles idéologiques entre la nouvelle génération d'historiens et lui. Selon l'historien Ronald Rudin, spécialiste de l'historiographie québécoise, Groulx voyait la Fondation «comme un rempart contre une prise de contrôle de la Revue » par ses adversaires idéologiques, tels les historiens Maurice Séguin, Guy Frégault et Michel Brunet, associés au néonationalisme québécois des années 1950. Il a même songé un moment à couper tout lien entre la Fondation et l'IHAF. Groulx et ses alliés tentèrent de restructurer l'IHAF, de telle sorte qu'un rôle accru aurait été dévolu à la Fondation dans le processus décisionnel de l’Institut et dans la gestion de la Revue. Mais les historiens professionnels s'opposèrent à eux. Le décès de Groulx en mai 1967 rendit ces débats obsolètes. Par la suite, les deux organismes furent toujours nettement différenciés.
À la mort de Groulx, Juliette Lalonde-Rémillard, sa nièce et sa secrétaire depuis 1937, devient la directrice générale de l’organisme. La Fondation hérite de la maison du 261, avenue Bloomfield, à Outremont (Montréal, Québec), ainsi que des droits d’auteur de l'historien, de ses archives personnelles, de divers autres fonds et collections d’archives recueillis par lui, et de sa bibliothèque personnelle. Elle gère ce patrimoine et continue à acquérir de nouvelles ressources documentaires.
Afin de systématiser ses efforts en matière de documentation et de recherche, la Fondation crée en 1976 le Centre de recherche Lionel-Groulx (CRLG), une entité juridique distincte, qui a pour mission de «promouvoir l’étude et la recherche sur l’histoire du Canada français, de l’Amérique française et du Québec en particulier». Juliette Lalonde-Rémillard en devient la directrice. Le Centre assure la préservation et la diffusion des fonds d’archives et des collections de la bibliothèque et voit à leur développement par de nouvelles acquisitions. Entre 1976 et 2009, la Fondation consacrera la plus grande partie de ses ressources à soutenir le Centre de recherche Lionel-Groulx.
1978 marque l'année du centenaire de la naissance de Lionel Groulx. Prenant prétexte de cet anniversaire, une campagne majeure de financement est lancée à l’échelle québécoise. Elle rapporte 500 000 $, et le gouvernement péquiste de René Lévesque consent à verser un montant égal à ce qui a été souscrit par le public. Pour le sociologue Jonathan Livernois, ce soutien important du gouvernement indépendantiste s'explique du fait que « Le Parti québécois, au pouvoir depuis 1976, cherche à élargir ses bases nationalistes en vue du référendum : peut-il négliger un héritage qui plaît encore à plusieurs nationalistes conservateurs ? »
Le succès de cette levée de fonds rend possible l'acquisition de la maison adjacente (257, avenue Bloomfield), qui deviendra le nouveau siège social de la Fondation et abritera le Centre de recherche Lionel-Groulx. Le rez-de-chaussée de la maison historique du 261, avenue Bloomfield, est désormais occupé par les bureaux de l’Institut et de la Revue d’histoire de l’Amérique française.
Durant les premières années d'activité du Centre de recherche Lionel-Groulx, la priorité est accordée aux écrits de l'historien. Un programme d’édition critique des œuvres de Groulx, initié par le médiéviste Benoît Lacroix, professeur à l'Université de Montréal, qui avait obtenu l'aval de Groulx avant son décès, est lancé en 1979. En 1984 paraissent les deux tomes du Journal, 1895-1911 de Groulx. Le projet d’édition de sa correspondance (1894-1967) démarre pour sa part en 1987. Un premier tome est publié en 1989. Un projet de Catalogue des manuscrits de Lionel Groulx est aussi mis sur pied; un premier tome, couvrant les années 1892-1922, sort des presses en 1987.

### De 1989 à 2010
En 1989, Juliette Lalonde-Rémillard quitte ses fonctions de directrice de la Fondation et du Centre de recherche Lionel-Groulx, après plus de cinquante ans au service de Groulx et des institutions qu’il avait fondées. Ce départ marque un tournant à plus d'un titre. C'est l’ex-journaliste du Devoir, haut fonctionnaire québécois et l'un des artisans de la Francophonie institutionnelle, Jean-Marc Léger, qui prend les rênes des deux organismes.
Avec l'arrivée de Léger et, par la suite, celle, à la présidence de l'organisme (de 1993 à 1995), de l'écrivain Jean Éthier-Blais, deux indépendantistes notoires, l'image publique de la Fondation et les prises de position médiatiques de celles-ci prennent une tournure davantage politique. Jusqu'alors, la Fondation ne se mêlait pas de politique. Les prises de position publiques de l'organisme visaient pour l'essentiel à défendre la figure de Groulx contre les critiques dont il était l'objet. Tout au plus la Fondation prétendait-elle incarner à l'époque un nationalisme qui, à l'image de celui de Groulx, pouvait rallier à la fois des nationalistes fédéralistes soucieux de la place des Canadiens français au Canada et certains indépendantistes. Après l'arrivée de Léger, on constate que les nominations au sein du conseil d'administration comportent plusieurs figures de premier plan du souverainisme québécois. Par exemple, sur le conseil de l'année 1994 figurent les personnes suivantes : Rosaire Morin, Hélène Pelletier-Baillargeon, Marcel Couture, Nicole Boudreau, Lucia Ferretti et Fernand Dumont, toutes associées aux milieux indépendantistes québécois. Avec Léger et Éthier-Blais, les membres indépendantistes constituent donc plus de la moitié des membres du conseil (8 sur 15).
Dès son arrivée, Léger établit certaines priorités : la consolidation financière de l’organisme, la rénovation des locaux ainsi que la conception de projets visant a célébrer le 350e anniversaire de Montréal en 1992. Grâce à une contribution de 380 000 $ du ministère fédéral des Communications, la Fondation procède à une rénovation majeure de ses locaux. Le nouvel espace de travail est inauguré en mai 1992. Une seconde subvention fédérale d'une importance comparable permet, dans le cadre des fêtes du 350e anniversaire de Montréal, la publication, par la Fondation, de divers ouvrages historiques sur Montréal : un livre sur l'histoire des Montréalais (1642-1760); un atlas historique en collaboration avec l'UQAM, une bibliographie historique de Montréal et des archives sonores sur cassettes. L'obtention de ces deux subventions a été possible grâce à l'influence du ministre conservateur Marcel Masse, un politicien nationaliste (jadis de l'Union nationale) titulaire du ministère fédéral des Communications. Masse fut par la suite membre du conseil d'administration de la Fondation Lionel-Groulx de 2005 à 2012. À son départ de la Fondation, il en fut nommé membre honoraire le 14 juin 2012.
Jean-Marc Léger devait mettre à contribution, dans son travail de directeur de la Fondation, les réseaux internationaux de la Francophonie dont il avait été l'un des artisans principaux dans les décennies précédentes. Un projet de recherche franco-québécois portant sur les relations France-Québec depuis 1760 fut ainsi élaboré et mené à son terme avec succès. Lancé en 1993 par les centres de recherche Lionel-Groulx au Québec et Roland-Mousnier (Paris / Sorbonne) en France, avec le soutien de la Commission mixte franco-québécoise et le ministère des Relations internationales du Québec, il reçut en 1995 l'appui des bibliothèques nationales du Québec et de France. Un colloque, diverses publications et un inventaire bibliographique en furent les principales retombées.
Le Centre réalise aussi, avec la firme SDM, en collaboration avec l’Association des universités partiellement ou entièrement de langue française (AUPELF), un CD-ROM intitulé Amérique française : histoire et civilisation, qui compile un grand nombre de ressources touchant à l’histoire de l’Amérique française, principalement du Québec et du Canada français. Le Centre poursuit également, durant le mandat de Jean-Marc Léger, ses projets de diffusion de l’œuvre inédite de Groulx. En 1993 est publié le tome II (1906-1909) de l’édition critique de la correspondance de l'historien.
Mais certains événements de la décennie 1990 donnent des maux de tête aux administrateurs de la Fondation. Dans sa livraison du 15 juin 1991, le magazine québécois L'Actualité publie les grandes lignes d'une thèse de doctorat d'une politologue de l'Université Laval, Esther Delisle, qui entend mettre en évidence l'antisémitisme de Groulx et des nationalistes québécois des années 1930. C'est le début d'une polémique. En septembre 1991, l'écrivain Mordecai Richler en rajoute une couche alors qu'il publie, dans le magazine New Yorker, des extraits d'un livre à paraître, où il s'inspire des travaux de Delisle sur le nationalisme québécois. Fin 1992, la publication de Le Traître et le Juif: Lionel Groulx, Le Devoir et le délire du nationalisme d'extrême droite dans la province de Québec 1929-1939, version remaniée de la thèse de Delisle, puis celle de Oh Canada! Oh Québec!, de Mordecai Richler, relancent de plus belle la polémique. Le contenu de ces deux ouvrages, qui proposent de Groulx un portrait très négatif, d’où ressortent les accusations de racisme et d’antisémitisme, aura un impact durable dans l'opinion publique canadienne et québécoise.
Une des retombées de l'affaire Delisle-Richler fut la création, en 1994, des Cahiers d'histoire du Québec au XXe siècle, publication semestrielle du Centre de recherche Lionel-Groulx dirigée par l'historien Benoît Lacroix qui entendait proposer une histoire plus nuancée de la période durant laquelle vécut Groulx. Dix numéros parurent jusqu'en 1999.
La mauvaise publicité autour du nom de Groulx aura des conséquences négatives sur la situation financière de la Fondation et du Centre durant toute la décennie 1990. Elle explique pour une large part la réorganisation majeure qui eut lieu en 1999,.
À la suite du départ de Jean-Marc Léger en 1998, c’est l’historien René Durocher qui devient directeur général de la Fondation et du Centre. La situation financière des deux organismes est préoccupante. Durocher ne reste en fonction qu'une année et demie, « mais il tient à faire le ménage dans les comptes, avant de laisser la tâche de la relance à son successeur.» Les options retenues par le conseil pour remettre les finances à flot sont la mise à pied du bibliothécaire et du chargé de recherche du Centre, et l’arrêt de la publication des Cahiers d’histoire du Québec au XXe siècle.
Le politologue Robert Boily, qui succède à Durocher au début de l’année 2000, est chargé de mettre en place les nouvelles orientations et la réorganisation décidées par le conseil l’année précédente. Le gouvernement du Québec fait cette année-là une donation extraordinaire à la Fondation, qui permet de doubler le capital financier de celle-ci. Sa situation financière stabilisée, il est possible d’envisager un nouvel essor. En 2003, Boily peut exprimer sa satisfaction : «L’équilibre financier et l’augmentation du capital ont permis de revitaliser les services des archives par la constitution d’équipes de professionnels stables et une meilleure planification des priorités.»
La Fondation organise, en novembre 2003, un colloque sur Les nouvelles lectures de Lionel Groulx depuis l’an 2000, dont les actes sont publiés chez VLB Éditeur en 2005. En 2003 est également publié le tome III (1909-1915) de l’édition critique de la correspondance de Groulx, qui sera couronné par le prix Gabrielle Roy 2003 décerné par l’Association des littératures canadiennes et québécoises.
À la suite du départ de Robert Boily, en 2004, et du bref passage à la direction de Manon Bourgeois, c'est Philippe Bernard, administrateur universitaire de carrière, qui exerce la fonction de directeur général. Une des constantes des années 2000-2008 : la fragilité de la situation financière de la Fondation et du Centre, malgré un assainissement de la situation budgétaire.
En 2008, peu après l'arrivée de Claude Béland au poste de président du conseil, la Fondation est secouée par la Crise financière mondiale et voit ses revenus de placement fondre rapidement. En 2009, elle réagit en fermant son centre de recherche et en cédant ses fonds d'archives (évalués à plus de 2 200 000 $ CAD) à Bibliothèque et Archives nationales du Québec (BAnQ). Le déménagement des archives au Centre d’archives de Montréal de BAnQ a lieu le 26 octobre 2009. Quelques voix s'élèvent pour déplorer la fermeture du Centre de recherche Lionel-Groulx. La Fédération des sociétés d'histoire du Québec (FSHQ) craint pour sa part que la fermeture du Centre ne cause « un grand préjudice à la conservation et à la mise en valeur de sa collection et de ses nombreux fonds ». Un groupe d'historiens et d'étudiants avancés en histoire fait paraître une lettre publique où ils disent regretter « une fermeture décrétée sans avertissement et sans consultation ». Selon eux, « Même si l’on sauve ses archives en les transférant à Bibliothèque et Archives nationales du Québec, on perdra une expertise et un milieu de recherche et d’échange d’une rare qualité. »

### De 2010 à 2020
En mars 2010, l'écrivain et éditeur Pierre Graveline succède à Philippe Bernard au poste de directeur général de la Fondation Lionel-Groulx. Il conserve ce poste jusqu'à sa retraite en mars 2020. Sa première tâche consiste à mettre en œuvre le plan de restructuration et de renouvellement de l'organisme qui vise à en faire un « [...] organisme de promotion de l’histoire, de la langue et de la culture de la nation québécoise. ».
Sous l’administration de Graveline, la gouvernance de la Fondation devient plus rigoureuse. Des plans d’action pluriannuels sont définis et adoptés par le conseil, puis mis en œuvre par le directeur général et son équipe.
La mission générale de la Fondation, dans sa nouvelle incarnation, « est d’œuvrer au développement et au rayonnement de la nation québécoise par la promotion de son histoire, de sa langue et de sa culture».
La préoccupation principale de la Fondation, à laquelle elle consacre l’essentiel de ses ressources, est la promotion de l’histoire québécoise. Pour ce faire, Graveline mise sur des partenariats avec des organismes partageant des préoccupations semblables, comme Québecor et le Mouvement Desjardins. En avril 2011, la Fondation et BAnQ signent une entente majeure de partenariat visant la numérisation de l'œuvre de Lionel Groulx et la tenue d'une série de conférences sur l'histoire du Québec.
Dans le milieu de l’enseignement et auprès des pouvoirs publics, la Fondation joue le rôle de groupe de pression visant à assurer la qualité de l’enseignement de l’histoire nationale québécoise. L’outil principal de la Fondation dans ce rôle de chien de garde est la Coalition pour l’histoire, coordonnée, hébergée et soutenue financièrement en grande partie par elle depuis 2011.
La promotion de l’histoire se traduit aussi par la production de contenus originaux et par la diffusion sur internet de contenus existants. La diffusion de ces contenus est grandement facilitée depuis la création, en mars 2011, d’un portail internet constamment mis à jour, qui devenu un site d'information important sur l’histoire du Québec.
Durant la première moitié de la décennie 2010, la Fondation a eu comme souci d’assumer son «devoir de mémoire envers Lionel Groulx», en rassemblant sur son portail internet une quantité significative d'informations sur l'historien et sur son œuvre. Grâce à un partenariat avec BAnQ, l’œuvre imprimée de Groulx a pu être numérisée et mise à la disposition du public en libre accès. Toujours grâce à BAnQ, les disques des cours d’histoire du Canada de Groulx, diffusés à l'origine sur les ondes de CKAC de 1949 à 1952, ont pu être transférés dans un format numérique convivial et diffusés sur internet. La Fondation a également poursuivi depuis le début de la décennie un travail éditorial, en assurant la publication du quatrième tome de la correspondance de Groulx (le dernier, étant donné l'abandon du projet pour des raisons financières) et celle d'une première biographie exhaustive de Lionel Groulx, par l’historien Charles-Philippe Courtois.
La diffusion de contenus numérisés sur internet est l'une des priorités de la Fondation depuis la restructuration de 2010. Depuis 2014, la Fondation Lionel-Groulx participe activement à la communauté wikimédienne francophone. Cette participation dans la communauté wikimédienne s’est approfondie en 2019, alors que la Fondation Lionel-Groulx a reçu une subvention de 65 000 $ de la Fondation Wikimédia, qui lui permet de recruter un Wikimédien en résidence dont le mandat est « d’organiser des événements importants de formation et de soutien visant la contribution d’individus et d’organisations afin d’améliorer et d’enrichir les contenus sur le Québec et son histoire». Le but recherché étant de « construire et (de) soutenir une communauté d’individus et d’organismes intéressés par le développement et l’amélioration de contenus sur l’histoire du Québec et de l’Amérique du Nord francophone dans les wikimédias, en particulier dans l’encyclopédie en ligne Wikipédia.»
Myriam D'Arcy est nommée directrice générale de la Fondation en juin 2020.

## Mission et plans d'action
La mission de la Fondation est « d’œuvrer au développement et au rayonnement de la nation québécoise par la promotion de son histoire, de sa langue et de sa culture. »
Depuis la réforme structurelle et la réorientation majeure de 2009-2010, la Fondation a adopté un mode de gouvernance par plans d'action pluriannuels. Le plan d’action 2018-2019-2020 de la Fondation identifie quatre grands objectifs : 1) « Promouvoir la connaissance et l’enseignement de l’histoire nationale du Québec et du fait français en Amérique »; 2) « Promouvoir la langue française »; 3) « Contribuer au rayonnement de la culture québécoise »; 4) « Assurer le financement à long terme de notre mission et de nos objectifs ».

## Organisation et financement

### Organisation
La Fondation Lionel-Groulx est dirigée par un conseil d'administration, qui comprend lui-même un bureau de direction constitué du président, du vice-président, du trésorier et du secrétaire et directeur-général.
En 2021, les membres du bureau de direction sont Jacques Girard (président), Éric Bédard (vice-président), Sylvie Cordeau (trésorière) et Myriam D'Arcy (secrétaire et directrice générale). Les autres membres du conseils d'administration sont : Jacques Beauchemin, Léopold Beaulieu, Nicole Boudreau, Stéphanie Chalut, Solange Chalvin, Pierre L. Comtois, Lucia Ferretti, Xavier Gélinas, Gilles Laporte, Marie Lavigne et Micheline Paradis.
Afin de l'aider à accomplir son mandat, le conseil d'administration de la Fondation peut compter sur le travail en comités de plusieurs de ses membres : comité des finances et de l’audit, de gouvernance et de mise en candidature, des ressources humaines.
Il existe également un Comité consultatif des historiens, formé de dix membres et placé sous la responsabilité de la direction générale, qui conseille la Fondation sur les aspects historiques de son plan d’action.

### Financement
Corporation privée sans but lucratif, la Fondation Lionel-Groulx organise annuellement une campagne de financement afin d'assurer le développement de ses activités. Elle reçoit des dons ponctuels ou récurrents d'individus, d'organismes et d'entreprises. Sept des neuf «grands partenaires» (la société Québecor, le Mouvement Desjardins, la Fondation J.A. DeSève, le Fonds de solidarité FTQ, la Caisse de dépôt et de placement du Québec, La Coop fédérée et Fondaction CSN), versent à la Fondation une contribution annuel significative. Des députés de l'Assemblée nationale du Québec octroient aussi ponctuellement une aide à l'organisme.
Créée en 1990, la Compagnie des cinq cents associés « est essentiellement un instrument de soutien à la Fondation Lionel-Groulx ». Elle regroupe des individus, des associations et des institutions soucieux de promouvoir l’histoire nationale québécoise et disposés à soutenir financièrement, sur une base annuelle, l’action de la Fondation dans ce domaine.

## Activités

### Wikimédias

Une première référence aux wikimédias apparaît dans un plan d'action de la Fondation en 2014. L'objectif de promouvoir « la connaissance et l’enseignement de l’histoire nationale du Québec et du fait français en Amérique » devra dès lors être réalisé notamment « en initiant et en soutenant des actions visant à enrichir les contenus sur l’histoire du Québec dans l’encyclopédie en ligne Wikipédia ».
La première action concrète de la Fondation a consisté à participer à l’organisation des ateliers de formation « Mardi c’est Wiki » le premier mardi de chaque mois à la Grande Bibliothèque, en collaboration avec Wikimédia Canada, BAnQ et l’Acfas. Gratuits et ouverts à tous, ces ateliers « ont pour objectifs généraux d’améliorer le contenu francophone de Wikipédia, d’augmenter le nombre des contributeurs d’ici, de tirer profit des ressources documentaires et professionnelles de BAnQ et de diffuser massivement la connaissance sur le Québec et l’Amérique francophone. »
De manière plus fondamentale, et à plus long terme, la Fondation cherche à constituer « une communauté (ou un réseau) de personnes, d’associations, de sociétés et d’institutions, qui se consacrera à l’amélioration systématique des contenus sur l’histoire du Québec dans l’encyclopédie Wikipédia, la bibliothèque Wikisource et la médiathèque Wikimedia Commons. » Pour la Fondation Lionel-Groulx, «cette communauté se donnera comme objectifs 1) de sensibiliser la population et les institutions aux enjeux de la présence du Québec et des connaissances sur son histoire dans les wikimédias 2) de sensibiliser et de former le milieu professionnel comme le milieu amateur de l’histoire 3) de contribuer à l’élaboration d’outils de formation adaptés au Québec 4) d’enrichir les contenus de la médiathèque Wikimedia Commons et de la bibliothèque Wikisource en collaboration avec nos institutions d’archives. » L'importante subvention octroyée en 2019 à la Fondation Lionel-Groulx par la Fondation Wikimédia facilitera la poursuite de ces objectifs.

### Figures marquantes de notre histoire

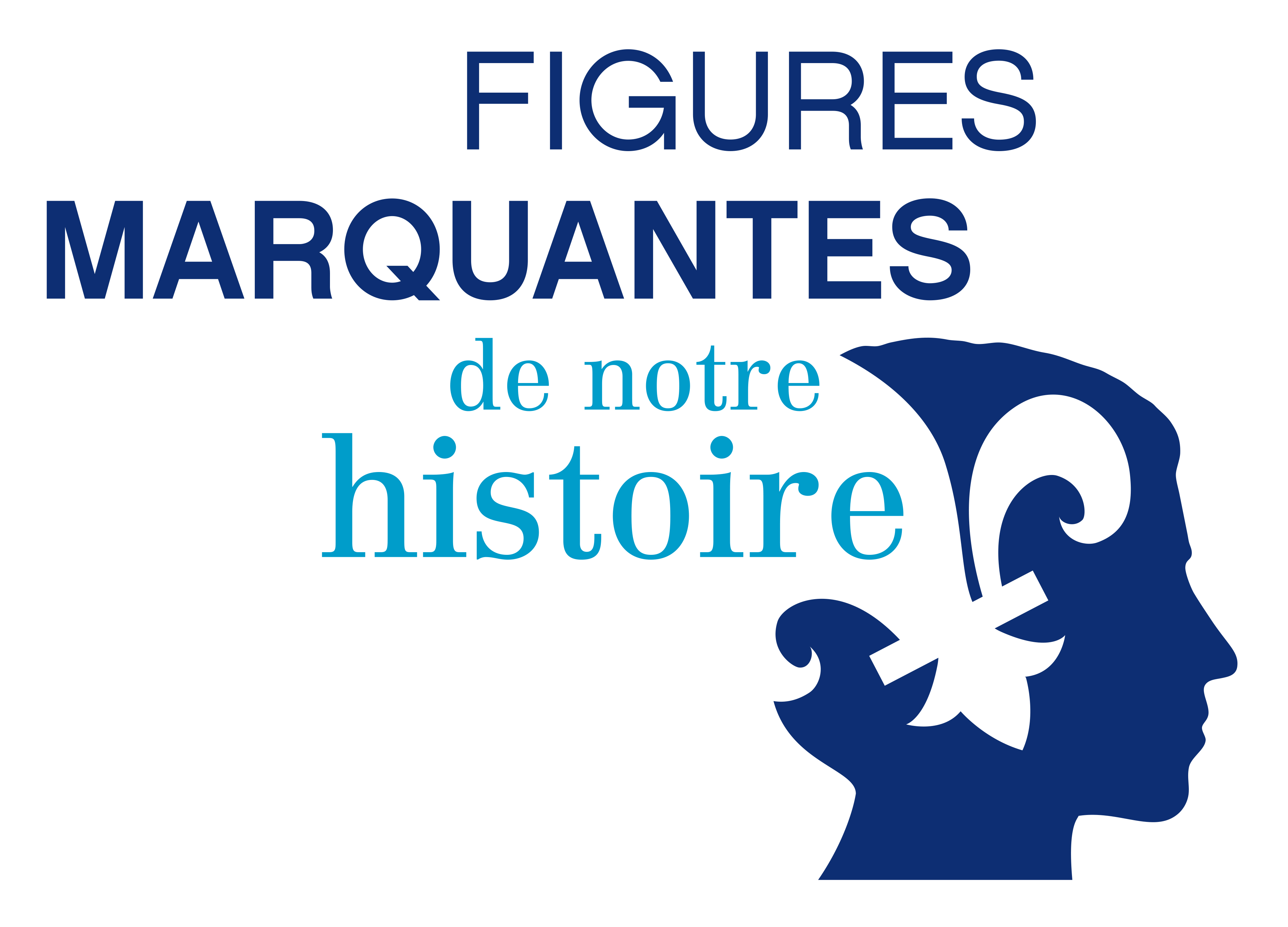

Ce projet, dont la réalisation s'étend sur plusieurs années, vise à faire connaître les grandes figures de l'histoire québécoise, « ces femmes et ces hommes qui dans divers domaines d’activités ont apporté une contribution significative au développement du Québec ». Il est mis en œuvre grâce au soutien des partenaires suivants de la Fondation : BAnQ, MAtv et Québecor. Les rencontres, animées par l’historien Éric Bédard, ont lieu à l’Auditorium de la Grande Bibliothèque, à Montréal. Elles sont captées et diffusées par la suite sur les ondes de MAtv.
À ce jour, quatre séries de 8 à 10 rencontres chacune ont eu lieu : entre février 2015 et avril 2016, sans thème particulier; entre septembre 2016 et avril 2017, sur le thème de Montréal et dans le contexte du 375e anniversaire de cette ville; entre septembre 2018 et juin 2019, sur le thème de la Nouvelle-France; entre septembre 2019 et avril 2020, sur le « siècle des Patriotes » (le dix-neuvième siècle).
Les rencontres sont aujourd’hui disponibles pour visionnement sur le site de la Fondation et celui de BAnQ. On peut également y lire le texte de chacune d'entre elles.
Un projet particulier, Le métro, véhicule de notre histoire, qui entendait commémorer, à l’occasion des célébrations du 375e anniversaire de Montréal, les figures historiques québécoises inscrites dans la toponymie du réseau de métro montréalais, s'insère tout naturellement dans le projet global des Figures marquantes de notre histoire. Ayant constaté que « sur les 68 stations de métro réparties sur le territoire métropolitain 28 portent le nom de personnages importants de l’histoire du Québec et de Montréal sans malheureusement qu’aucune information à leur sujet ne soit disponible pour les usagers et pour les visiteurs », la Fondation Lionel-Groulx a voulu corriger cette lacune. Le projet a obtenu le soutien de la Société de transport de Montréal et de Québecor. Une exposition sur ces 28 figures marquantes eut lieu dans la Passerelle des Arts située à la station de métro Place-des-Arts en 2017. Des plaques commémoratives furent aussi installées sur les quais des 28 stations concernées. Un cahier spécial de 12 pages fut publié dans le Journal de Montréal. Les wikimédias furent mis à contribution. Un effort fut fait pour améliorer la qualité de l’information disponible sur ces personnages dans l’encyclopédie en ligne Wikipédia et pour accroître l’iconographie disponible sur ces mêmes personnages dans la médiathèque libre Wikimedia Commons. Une série de ressources numériques, produites dans le cadre du projet, sont disponibles sur le portail de la Fondation.

### Dix journées qui ont fait le Québec

Il s'agit d'une série de conférences évoquant les grands moments de l'histoire québécoise en dix dates clés. « De la fondation de Québec le 3 juillet 1608 au référendum sur l’indépendance le 30 octobre 1995, dix historiens québécois nous racontent dix de ces journées marquantes, qui ont fait l’histoire du Québec. »
Elles ont été organisées par la Fondation en  collaboration  avec BAnQ et MAtv. Elles ont eu lieu à la Grande Bibliothèque, à Montréal, du 13 octobre 2011 au 16 avril 2013. Elles ont par la suite été diffusées sur la chaîne télé MAtv. Les conférences sont aujourd’hui disponibles pour visionnement sur le site de la Fondation Lionel-Groulx, sur celui de BAnQ, sur Canal-U, Dailymotion, Internet Archive et via le service Illico de Vidéotron.
En novembre 2013, un livre richement illustré réunissant les textes des conférences est paru chez VLB éditeur sous le titre Dix journées qui ont fait le Québec.

### Coalition pour l'histoire
La Fondation Lionel-Groulx est membre de la Coalition pour l’histoire, dont elle héberge les bureaux depuis 2011. La Coalition « fait la promotion de l’enseignement de l’histoire à tous les ordres d’enseignement pour permettre aux jeunes Québécois de toutes origines d’acquérir une meilleure connaissance de l’histoire du Québec, du Canada et de l’histoire du monde occidental et non occidental ».
Parmi ses membres, outre la Fondation, se trouvent la Société des professeurs d’histoire du Québec (SPHQ), l’Association des professeures et des professeurs d’histoire des collèges du Québec (APHCQ), la Fondation Maurice-Séguin, la Société du patrimoine politique du Québec (SOPPOQ), le Mouvement national des Québécoises et des Québécois (MNQ), la Société historique de Montréal (SHM), la Société historique de Québec (SHQ), la Société Saint-Jean-Baptiste de Montréal (SSJBM), la revue L'Action nationale et la Fédération Histoire Québec (FHQ).
Sur son site web, en ligne depuis 2009-2010, la Coalition se présente comme « un regroupement d'associations, d'organismes, d'enseignants, de chercheurs en histoire et de citoyens inquiets de la dérive actuelle des énoncés et des contenus de programme en histoire qui compromettent à notre avis les efforts des enseignantes et enseignants et la qualité de la formation dispensée aux jeunes Québécois.» Elle affirme également être critique face à « la vision idéologique de l'histoire inscrite dans le programme: Histoire et éducation à la citoyenneté » dont la première mouture est parue en 2006. Selon les organismes membres de la Coalition, ce programme fait « la promotion du multiculturalisme aux dépens de l'étude de l'histoire de la nation québécoise.» La Coalition a conséquemment élaboré une plateforme (publiée en février 2010) visant à apporter des changements importants à l'enseignement de l'histoire à tous les ordres d'enseignement (primaire, secondaire, collégial, universitaire).
En 2010, la Fondation a financé une étude sur l'enseignement de l'histoire nationale dans le réseau collégial public du Québec pour le compte de la Coalition pour l'histoire,. Cette première étude a été suivie de trois autres études ou enquêtes : sur l'enseignement et la recherche universitaires (septembre 2011), l'enseignement au secondaire (février 2012) et la formation des maîtres (novembre 2017).
En 2013, sous le gouvernement minoritaire de Pauline Marois, le ministère de l'Éducation du Québec entreprend la refonte du cours d'histoire du Québec et du Canada au secondaire. À l'été 2017, le ministre de l'Éducation Sébastien Proulx approuve la version finale d'un nouveau cours d'histoire qui est pour l'essentiel soutenu par les membres de la Coalition pour l'histoire.

### Prix Jean-Éthier-Blais
Institué en 1997 et doté d'une bourse de 3 000 $, le prix Jean-Éthier-Blais récompense chaque année « une œuvre de critique littéraire (entendue au sens large et comprenant les études et les biographies), écrite en français, publiée au Québec l'année précédente, et portant sur un aspect, un écrivain ou une œuvre de la littérature québécoise de langue française. »
Écrivain, critique littéraire, diplomate et professeur d'université, Jean Éthier-Blais était président de la Fondation au moment de son décès survenu le 12 décembre 1995. Il a légué à la Fondation « la majeure partie de sa bibliothèque, la totalité de ses archives ainsi qu'une somme importante destinée notamment à la création de ce prix ».

### Langue française
« Promouvoir la langue française » est l’un des grands objectifs du plan d’action 2018-2019-2020 de la Fondation. On peut y lire que la Fondation espère atteindre cet objectif de trois façons: 1) en menant une campagne médiatique de promotion de la langue française visant les 18-35 ans, notamment sur les réseaux sociaux; 2) en étant membre de la coalition Partenaires pour un Québec français (PQF) et 3) en appuyant le Mouvement Québec français (MQF) et l’Association pour le soutien et l’usage de la langue française (ASULF).
Une campagne de promotion de la langue française intitulée « La Loi 101 toujours à la mode depuis 40 ans » était lancée par les PQF à la Maison Ludger-Duvernay en août 2017 et se déroulait tout au long de l'automne.
La Fondation Lionel-Groulx est intervenue dans les médias au sein des PQF sur plusieurs questions d'actualités en 2018-2019, notamment en organisant le Débat sur l'état du français à MAtv le 11 septembre 2018 dans le contexte des élections québécoises de 2018, en prenant position sur le projet d'une Université française de l'Ontario compromis par le budget ontarien présenté en novembre 2018 et sur la réforme de la Charte de la langue française en octobre 2019.

## Publications et ressources

Depuis sa création en 1956, la Fondation a édité ou soutenu la publication de documents (imprimés ou numériques) relatifs à l'histoire du Québec et du fait français en Amérique ou éclairant l’œuvre et la pensée de Lionel Groulx. On trouve sur son site web une liste détaillée de ces publications dans ces deux catégories.
Parmi les publications récentes de la Fondation (2008-), mentionnons la biographie de Lionel Groulx rédigée par l'historien Charles-Philippe Courtois (Lionel Groulx. Le penseur le plus influent de l’histoire du Québec, Éditions de l’Homme, 2017); Rencontre avec Lionel Groulx. Conférences à l’Université de Montréal à l’occasion du 50e anniversaire de la Chaire d’histoire du Canada (édition de Nino Gabrielli et Pierre Graveline, 2015); l'Atlas des élections au Québec (2014) de Pierre Drouilly; un ouvrage collectif, dirigé par Pierre Graveline (Dix journées qui ont fait le Québec, VLB éditeur, 2013) et Lionel Groulx et le réseau indépendantiste des années 1930 de l'historien Mathieu Noël (2011). Pour le compte de la Coalition pour l'histoire, la Fondation a publié des études sur l'enseignement de l'histoire au Québec, notamment, en 2010, Je ne me souviens plus. L’état désastreux de l’enseignement de l’histoire nationale dans le réseau collégial public du Québec, par Gilles Laporte et Myriam D'Arcy, et, en 2011, Enseignement et recherche universitaires au Québec. L’histoire nationale négligée, par Éric Bédard et Myriam D'Arcy.
La Fondation rend également accessibles sur son portail les ressources éducatives numériques sur l’histoire du Québec et du fait français en Amérique qu’elle a produites depuis 2010 avec l’aide de ses partenaires. La plupart de ces ressources sont des ressources éducatives libres (REL).
À partir de la fin des années 1970, la Fondation a soutenu la publication des œuvres inédites de Groulx. Le dernier volume de cette édition critique (Lionel Groulx, Correspondance, 1894-1967, Tome 4. 1915-1920 : le conférencier traditionaliste et nationaliste), réalisé par Giselle Huot, Juliette Lalonde-Rémillard et Pierre Trépanier, est paru en 2013.
La Fondation a aussi assuré la réédition d’œuvres anciennes de Groulx (Notre grande aventure. L’empire français en Amérique du Nord (1535-1760), Éditions BQ, 1994; préface de Jean Éthier-Blais) ou de textes qui lui ont été consacrées (Olivar Asselin, L’œuvre de l’abbé Lionel Groulx, Fides, 2007; présentation d’Hélène Pelletier-Baillargeon). Une anthologie de Groulx, réalisée par l'historien Julien Goyette, est aussi parue en 1998 dans la Bibliothèque québécoise. En 2005, les actes d'un colloque consacré à Groulx ont été publiés chez VLB Éditeur, sous la direction de Robert Boily : Un héritage controversé. Nouvelles lectures de Lionel Groulx.
Une des retombées du projet sur les relations France-Québec depuis 1760 lancé dans les années 1990 à l'initiative de la Fondation fut la réalisation d'une bibliographie spécialisée, par Jean-Pierre Chalifoux et Jean-René Lassonde, avec la collaboration de Suzanne Ledoux : Coup d’œil sur l’inventaire bibliographique des relations France-Québec depuis 1760 (1999). Une base de données intitulée Relations France-Québec depuis 1760, qui compile et met à jour ces références, est en ligne depuis 2011 via le site de BAnQ.
Lors du 350e anniversaire de la fondation de Montréal (1642-1992), plusieurs projets d'édition ont été réalisés à l'initiative et sous les auspices de la Fondation Lionel-Groulx par des historiens professionnels. Yves Landry a dirigé la publication de l'ouvrage Pour le Christ et le Roi. La vie au temps des premiers Montréalais (Libre expression; Art global, 1992). Jean-Claude Robert a pour sa part fait paraître un Atlas historique de Montréal (Art global / Libre expression, 1994). Joanne Burgess et plusieurs collaborateurs ont assuré la publication de Clés pour l’histoire de Montréal : bibliographie (Éditions du Boréal, 1992), dont le contenu a été mise en ligne, avec des mises à jour, depuis mai 2015 via le site du Laboratoire d’histoire et de patrimoine de Montréal (LHPM) de l'UQÀM. Jacques Lacoursière et Jean-Yves Soucy ont proposé pour leur part une sélection de documents sonores sur l'histoire de Montréal : Montréal citée. 60 ans d’histoire à travers les archives sonores. (1930-1990) (Littérature de l’oreille et Fondation Lionel-Groulx, 1992). Les documents sonores en question sont accessibles en ligne via le site de la FLG depuis 2011.
Lors d'une visite aux archives du Centre de recherche Lionel-Groulx à la fin des années 1970, la musicologue Élisabeth Gallat-Morin fit la découverte d'un important manuscrit de musique d'orgue de l'époque classique française, apporté de France à Montréal en 1724 par Jean Girard et acquis par Jean-Joseph Girouard vers 1847. La Fondation Lionel-Groulx publia un fac-similé de ce document (Le livre d’orgue de Montréal, 1981), avec un avant-propos de Kenneth Gilbert et un préface d’Élisabeth Gallat-Morin. Une édition ultérieure en fut faite en 1988. L'édition initiale de 1981 a été numérisée par BAnQ en 2011.